# Deutsche Gesellschaft für Zerstörungsfreie Prüfung
Die Deutsche Gesellschaft für Zerstörungsfreie Prüfung e.V. (DGZfP) ist eine technisch-wissenschaftliche Fachgesellschaft auf dem Gebiet der Zerstörungsfreien Werkstoffprüfung in der Rechtsform eines eingetragenen Vereins. Aktuell gehören ihr mehr als 1.600 Mitglieder an, zu denen neben Privatpersonen etwa 650 Unternehmen, Organisationen, Institute und Behörden zählen. Die Aufgabe der DGZfP besteht in der Förderung der Entwicklung, Anwendung und Verbreitung der zerstörungsfreien Prüfverfahren sowie in der Aufarbeitung neuer Erkenntnisse aus Forschung und Entwicklung für Ausbildung, Zertifizierung und Praxis. Die DGZfP versteht sich als Sprachrohr der Zerstörungsfreien Prüfung (ZfP) und als Plattform für ZfP-Interessierte. Seit 1986 gibt sie das „ZfP-Magazin“ heraus. Sie verfolgt als gemeinnütziger Verein keine wirtschaftlichen Interessen. 1933 gegründet, war sie die weltweit erste derartige Fachgesellschaft.

## Geschichte
1896 wurden der Deutsche Verband für Materialprüfungen der Technik (heute Deutscher Verband für Materialforschung und -prüfung) sowie in den darauf folgenden Jahren weitere ähnlich orientierte Vereinigungen ins Leben gerufen. Sie alle konzentrierten sich auf die zerstörende Materialprüfung, d. h., die geprüfte Materialprobe war danach i. d. R. nicht mehr nutzbar. Die wachsende technische Leistungsfähigkeit sowie die dadurch zunehmenden technischen Unfälle zeigten aber, dass nicht nur Werkstoffe untersucht und analysiert, sondern vor allem Großmaschinen-Bauteile auf Abwesenheit innerer Defekte zerstörungsfrei (d. h. weiterverwendbar) geprüft werden mussten.
Eine der einfachsten zerstörungsfreien Prüfungen besteht in der Sichtprüfung durch ein geschultes Auge. Neben traditionellen Prüfmethoden boten sich dafür die 1895 entdeckten Röntgenstrahlen an, später die Ultraschalltechnik sowie viele andere Verfahren. Die damaligen medizinischen Röntgen-Apparate mussten aber erst für die Praxis der Durchleuchtung von Bahn-, Schiffs-, Flugzeug- und Raketenbauteilen, Schweißnähten, Turbinen, Druckkessel, Treibstofftanks, Pipelines, stark belasteten Brückenbauteilen u. ä. adaptiert werden. Die dafür nötigen Forschungen wurden vor allem ab den frühen 1920er Jahren angestellt (Durchdringungstiefen, tragbare Geräte, Visualisierungstechniken u. dgl.).
Zu diesem Zweck gliederte sich das aus verschiedenen Vorläufern 1919 hervorgegangene Staatliche Materialprüfungsamt (SMPA; heute: Bundesanstalt für Materialforschung und -prüfung, BAM) am 1. Juli 1933 eine Röntgenstelle (ab 1. September 1936: Reichsröntgenstelle, mit hoheitlicher Funktion und reichsweiten Ortsvertretungen) samt zugehörigem Förderverein an. Am 27. Januar 1937 erwuchs aus dem Förderverein die Gesellschaft zur Förderung der Zerstörungsfreien Prüfverfahren (GFZfP) als Vorläuferin der DGZfP. Obwohl die Röntgentechnik weiterhin im Zentrum stand, signalisierte der Gründungsvorsitzende und Leiter der Reichsröntgenstelle, der Elektrotechniker Rudolf Berthold dadurch, dass er den in den anderen wissenschaftlichen Vereinen zu wenig beachteten Zweig der Werkstoff-, aber vor allem der Werkstückprüfung in all seiner Vielfalt (Ultraschall, Magnetpulver etc.) als eigenständige technische Fachdisziplin auszubauen gedachte. Berthold – auch mit Hilfe von Rückenwind durch die NS-Rüstungspolitik – gelang Ende der 1930er Jahre die Verankerung der ZfP und der „Defektoskopie“ als technikwissenschaftliches Fach an der Technischen Hochschule (TH) Berlin. Nach 1945 entschied sich diese gegen eine Weiterführung dieses zukunftsweisenden Faches.
In der DDR hingegen gelang 1954 dem Physiker und Metallkundler Ernst Schiebold die akademische Integration der ZfP durch die Gründung des Instituts für Werkstoffkunde und Werkstoffprüfung an der neu gegründeten Hochschule für Schwermaschinenbau Magdeburg (heute TU Magdeburg).
Am 23. November 1950 gründete der später als Unternehmer tätige Berthold in der Bundesrepublik die GFZfP erneut als e.V., während sich die Vertretung der Interessen der ZfP in der DDR in die politisch kontrollierte Kammer der Technik einfügen musste. Der neue GFZfP-Vorsitzende, der Physiker Otto Vaupel, sorgte durch starken Mitgliederzuwachs, Einnahmen von Tagungsgebühren, zunehmende Lehr- und Ausbildungstätigkeit, durch Mitarbeit am Deutschen Normenwerk sowie Unterstützung durch Institutionen wie die BAM für eine stabile Vereinsbasis. 1966/1975 erfolgte die schrittweise Umbenennung in DGZfP, in welche nach einem gemeinsamen Beschluss der Fachleute aus der Bundesrepublik und der DDR am 9./10. April 1990 in Wustrow die Kollegen aus dem Osten aufgenommen werden konnten.
Neue chemische, elektrische, elektronische und digitale Techniken entgrenzten die alte Defektoskopie schrittweise in Richtung (automatisierter) Überwachung und Detektierung. Zu negativer Berühmtheit kam dabei die „Beschauerbrücke“ am Grenzübergang Marienborn/DDR, wo eine verdeckte Röntgenkanone die passierenden Kraftfahrzeuge durchleuchtete. Heute tragen elaborierte Röntgentechniken, Rasterelektronenmikroskopie, Spektralanalysen, Kernresonanzspektrometrie u. dgl. zur Auffindung von Drogen- oder Sprengstoffspuren bei, werden in Flughafenscannern, für die Bauwerksüberwachung (AKW, Staudämme) bis hin zur 3-D-Satelliten-Fernaufklärung für die Kartographie von Planetenoberflächen eingesetzt.
Für eine Darstellung der Geschichte der ältesten ZfP-Gesellschaft weltweit beauftragte der Verein 2014 eine externe akademische Historikerkommission. In diesem Zuge wurde ein (nach Anmeldung frei zugängliches) Vereinsarchiv eingerichtet sowie eine wissenschaftliche, mit zahlreichen Literatur- und Quellenhinweisen ausgestattete Monografie erarbeitet, die 2018 zum 85-jährigen Jubiläum im Hanser-Verlag erschien.

## Organisationen
Die DGZfP ist Gründungs- und Vollmitglied des Internationalen Komitees für Zerstörungsfreie Prüfung (ICNDT), der weltweiten Dachorganisation der ZfP-Gesellschaften, sowie des Europäischen Verbands für zerstörungsfreie Prüfung, der European Federation for Non-Destructive Testing (EFNDT).
Darüber hinaus hält die DGZfP enge Kontakte zu nationalen Verbänden, unter anderem zum Deutschen Institut für Normung (DIN), zur Bundesvereinigung Materialwissenschaft und Werkstofftechnik, zum Studientag Materialwissenschaft und Werkstofftechnik, zum Verein mathematisch-naturwissenschaftlicher Excellence-Center an Schulen (MINT-EC) sowie zur Gesellschaft der Freunde und Förderer des Deutschen Röntgen-Museums.